# Port de Lille
Les ports de Lille est un port fluvial situé sur la Deûle. Il représentent le troisième port fluvial intérieur français, derrière ceux de Paris et Strasbourg. il est connecté à un réseau fluvial régional de plus de 680 km de voies navigables dont 241 km à grand gabarit (par exemple l'axe fluvial Dunkerque - Lille - Valenciennes). La Deûle est ouverte sur l’Europe du nord via la Scarpe et l’Escaut (vers la Belgique et les Pays-Bas), et ouverte sur l’international, via la Lys (vers Dunkerque et Calais). Il possède 237,50 ha de surfaces portuaires pour 9 sites portuaires.
Le port de Lille est une plate-forme multimodale : fluviale, ferroviaire et routière. Il gère un trafic global de l'ordre de 7,65 millions de tonnes par an et dispose d’un terminal de conteneur qui a assuré un trafic de plus de 110 000 EVP en 2015.
Ce site est desservi par la station de métro Port de Lille.

## Les ports de Lille avant les années 1950
Le port originel de Lille était celui de la Basse Deûle aménagé en 1245 remblayé à partir de 1930 complété par celui de la Haute-Deûle ou quai du Wault attesté dès 1370.
Ces deux ports perdent leur importance après la création du port Vauban vers 1870 raccordé en 1877 au réseau ferroviaire par une  ligne au départ de la gare  Saint-Sauveur. À partir des années 1950 le Port-Vauban décline avec la montée en puissance du port actuel jusqu'à sa fermeture en 1983.

## Création et débuts du port de Lille
Le Port de Lille a été créé par un décret en date du 20 avril 1935, publié au JO du 9 mai 1935, sous la signature du Président Albert Lebrun et du Ministre des Travaux Publics Henri Roy.
Son site est celui de la partie ouest, de la porte de Dunkerque au Faubourg-de-Béthune, des anciennes fortifications déclassées en 1919 et démantelées au cours de l'entre-deux-guerres et des terrains marécageux entre cette enceinte et le quartier des Bois-blancs.
Son activité n'a réellement débuté qu'au lendemain de la Seconde Guerre mondiale, avec la construction d'un premier bâtiment en 1947 et son exploitation en tant que lieu de stockage en 1948. Il occupe des terrains publics qui ont été concédés à la Chambre de Commerce de Lille (devenue depuis la CCI Grand Lille) et qu'il est chargé d'aménager et de valoriser en y accueillant des entreprises et des activités. Sa construction entraine la destruction en 1946 du château de la Haye d'Esquermes situé sur le chenal creusé à cette époque parallèlement à l'ancien canal de la Haute Deûle qui traverse le quartier des Bois-Blancs.
L'expansion du trafic, modeste jusqu'en 1950, s'est notablement accélérée par la suite. La barre des 100 000 tonnes a été franchie pour la 1re fois en 1951 (130 522 tonnes tous modes confondus) et celle du million de tonnes en 1957 (1 061 492 tonnes, dont 404 189 par la voie fluviale).
À l'origine, le Port de Lille a constitué un lieu de transbordement de marchandises entre les péniches (voie fluviale), les trains (voie ferroviaire) et les camions (voie routière). Il fut donc dès l'origine ce qu'on appelle aujourd'hui un site multimodal, c'est-à-dire associant les modes de transport les uns aux autres pour constituer une chaîne de transport. Ce site originel couvre une superficie de 57 hectares à cheval sur les communes de Lille et de Loos.

## Le port de Lille en 2019
Afin de faire face à l'accroissement des trafics, le Port de Lille a créé des sites nouveaux, extérieurs au site initial. Ces sites sont principalement situés à :
- Santes le plus important sur 95 hectares en 1972 modernisé et étendu à 112 hectares avec une liaison ferroviaire fin 2019[3].
- Wambrechies sur 33 hectares (1984)
- Halluin sur 24 hectares (1990, étendu en 2008)
- Houplin-Ancoisne sur 13 hectares (1990)
- Loos-Sequedin sur 23 hectares (1990)
- Marquette-lez-Lille sur 5 hectares

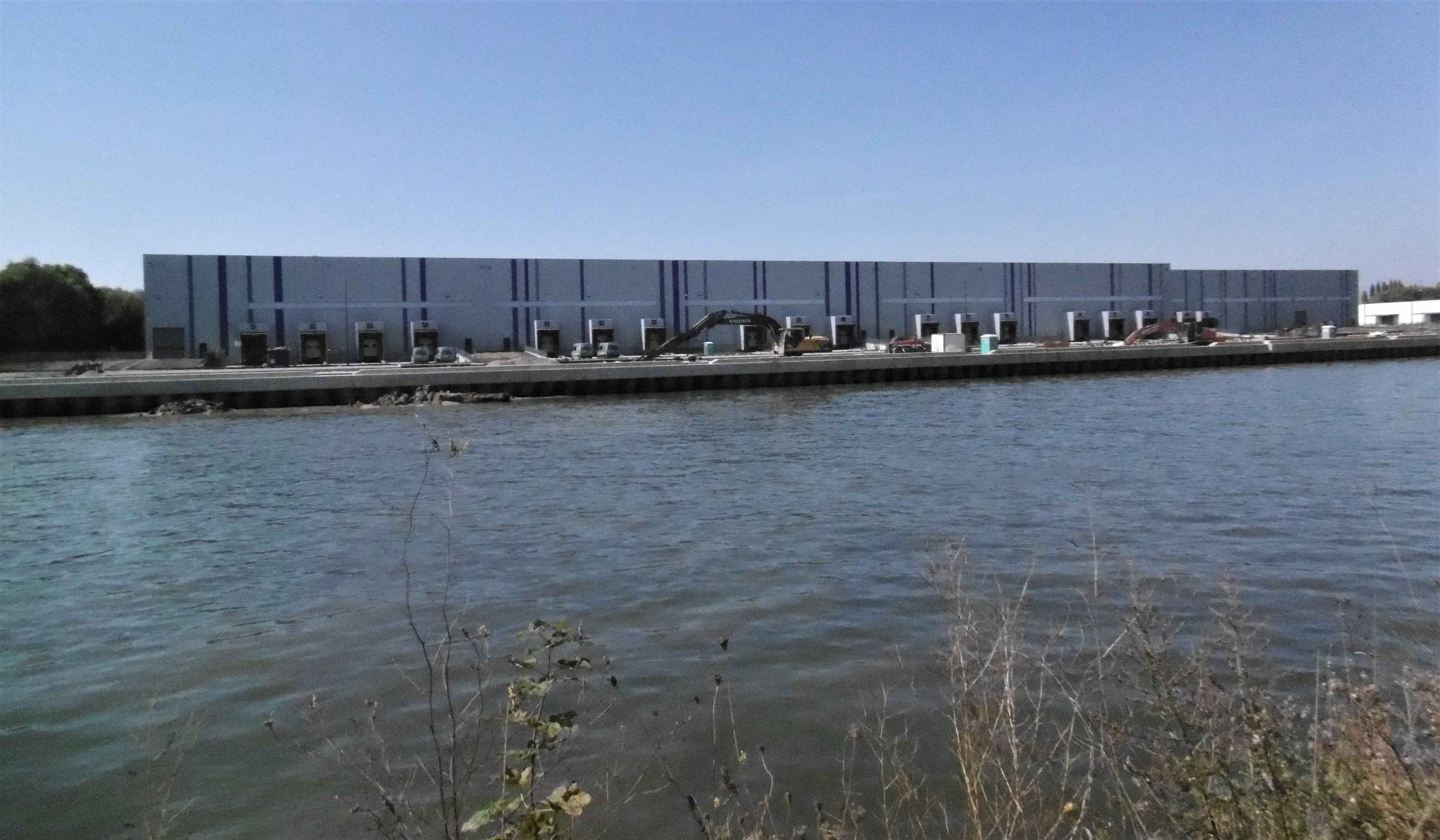
Extension du port de Santes en voie d’achèvement en septembre 2019
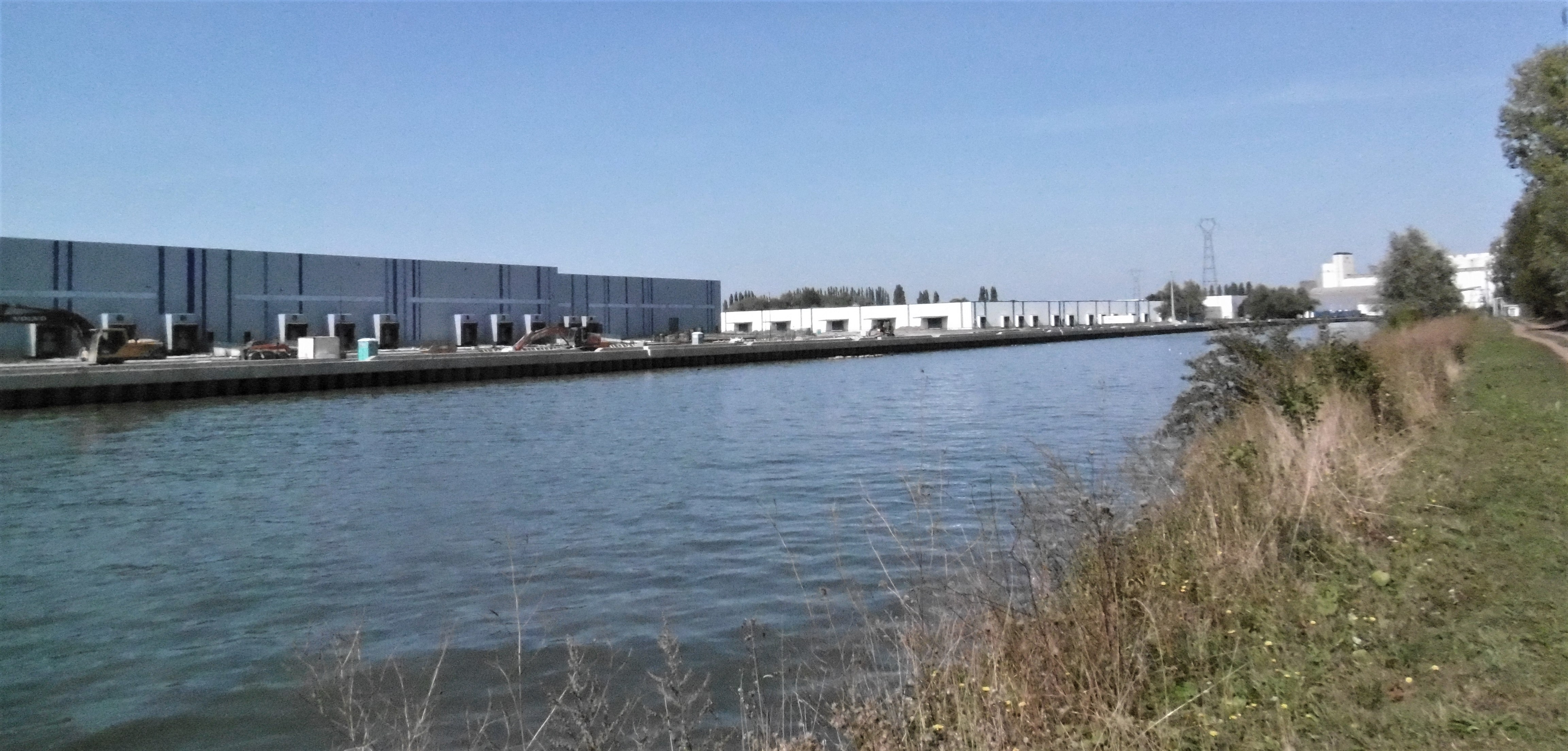
Port de Santes : Extension et entrepôts modernisés

Le port est également gestionnaire des ports de Harnes (62), Arques (62)  dans le cadre de partenariats avec les collectivités locales concernées. La gestion du port de Marquion venant d'être transférée à VNF.
Aujourd'hui Ports de Lille intervient dans la gestion du port de Béthune.
Le Port est un prestataire logistique important. Il assure le stockage et les opérations annexes pour de grandes entreprises industrielles. Il propose également la location de bureaux, d'ateliers et d'entrepôts sur plusieurs de ses sites.
Il a abordé dès 1990 le grand tournant de la conteneurisation en ouvrant le terminal à conteneurs L.C.T (Lille Conteneurs Terminal) sur une surface de 12 000 m2. À la suite de cinq phases d'extension successives, ce terminal occupe aujourd'hui une surface de 12 hectares et a été transformé en Terminal Multi-Usages. Les conteneurs y côtoient des colis lourds, des pièces hors-gabarit, des coïls, des trafics spéciaux. D'autres terminaux ont été ouverts à Halluin, à Arques, à Harnes...
Le Port de Lille a également été un pionnier dans le transport d'ordures ménagères par barges fluviales. Dès 1999, faisant suite à la fermeture des centrales d'incinération de la Métropole Lilloise, le Port a mis au point en partenariat avec Lille Métropole Communauté Urbaine un service de transport des ordures ménagères dans des conteneurs spécifiquement construits. Ces conteneurs ont été acheminés par la voie fluviale entre Lille et Blaringhem jusqu'en 2002. Le succès de cette ligne a débouché sur divers autres services, dont la création d'un service permanent qui assure le transport de déchets et matières recyclables entre le Centre de Valorisation Energétique d'Halluin et le Centre de Valorisation Organique de Loos-Sequedin par la voie d'eau, depuis fin 2007. Ce sont chaque année 20 000 camions qui sont ainsi ôtés des routes de la Métropole Lilloise grâce à cette ligne.
En 2015, le port de Lille a mis en service un Centre Multimodal de Distribution Urbaine (CMDU) qui offre aux commerçants et aux entreprises de la ville un service mutualisé de proximité pour le stockage, la livraison et la récupération de leurs marchandises. Exploité par Véolia, le logisticien Rave et la SSII Generix, le service permet de remplacer les camions de livraison par des véhicules propres et de récupérer les marchandises en fin de vie lors des tournées dans une logique d'économie circulaire.

## Trafic
Avec un trafic de près de 8 millions de tonnes (7 765 000 tonnes en 2017), Ports de Lille (nouvelle appellation depuis 2007) est le troisième port intérieur de France. Le mode fluvial représentait en 2012 un trafic de 1 649 107 tonnes, mettant en évidence le renouveau du transport par la voie d'eau, le mode le plus respectueux de l'environnement.
Trafic total de Ports de Lille
| Années             | 1992   | 1997   | 2000   | 2003   | 2006   | 2010   | 2015    | 2017    |
| ------------------ | ------ | ------ | ------ | ------ | ------ | ------ | ------- | ------- |
| Millions de tonnes | 7,47   | 5,56   | 6,68   | 7,30   | 7,83   | 6,76   | 6,86    | 7,76    |
| Fluvial/Maritime   | 8,3 %  | 8,0 %  | 8,3 %  | 13,3 % | 16,9 % | 21,5 % | 22,6 %  | 23,6 %  |
| Ferroviaire        | 4 %    | 6,3 %  | 4,1 %  | 2,9 %  | 1,6 %  | 0,5 %  | 2,1 %   | 6,2 %   |
| Routier            | 87,7 % | 85,7 % | 87,6 % | 83,8 % | 81,6 % | 78 %   | 75,3 %  | 70,2 %  |
| Conteneurs (EVP)   | 27 468 | -      | -      | 74 131 | -      | 71 454 | 113 723 | 169 755 |

Ports de Lille est membre fondateur de l'Association française des ports intérieurs (AFPI) qui y a son siège et membre de la FEPI (Fédération Européenne des Ports Intérieurs) basée à Bruxelles.